# Pacific Southwest Building
El Pacific Southwest Building (también conocido como Security Bank Building) es un rascacielos de 16 pisos y 67 metros (m) de altura terminado en 1925 en el centro de la ciudad de Fresno, en el estado de California. La aguja de su torre se eleva a 96 m, lo que lo convierte en el edificio más alto entre Los Ángeles y San Francisco. La construcción original tomó dieciocho meses y costó la sede de la sucursal de Fidelity del Pacific-Southwest Trust and Savings Bank. Originalmente, una baliza en la parte superior de la torre servía como advertencia de heladas a los agricultores dentro de un radio de 48 kilómetros.
El banquero de Fresno William Sutherland jugó un papel decisivo en la planificación y construcción del edificio. En 1925, el Pacific Southwest Trust and Savings Bank, con Sutherland como presidente, trasladó sus oficinas allí.
El edificio es actualmente propiedad de los desarrolladores de Beverly Hills, Sevak, Hrayr y Serko Khatchadourian. Los pisos superiores del edificio se han convertido en apartamentos.